# 오가타 나오토
오가타 나오토(일본어: 緒形直人, 1967년 9월 22일, 가나가와현 요코하마시)는 일본의 배우이다. 아버지는 배우 오가타 켄이며, 형 오가타 칸타 또한 배우이고, 부인 센도 노부코도 배우이다.

## 출연

### 드라마
- 2003년 《나만의 마돈나》

### 영화
- 2016년 《64 파트 1》